# Jules Cléret
Jules Cléret, né le 27 décembre 1835 à Carentan, dans la Manche, est un évêque catholique français, évêque de Laval de 1889 à 1895. Décédé à Laval le 23 janvier 1895, il est inhumé dans sa cathédrale.

## Biographie
Prêtre du diocèse de Coutances et Avranches, il fut curé de Notre-Dame de Saint-Lô. Il avait été aumônier général de la Marine. Il est consacré le 16 février 1890 par Abel-Anastase Germain avec comme co-consécrateurs Flavien Hugonin et François-Marie Trégaro.

## Distinction
- Chevalier de la Légion d'honneur (29 janvier 1871)[1]

## Armes
Coupé : au 1 d'azur à 3 divises ondées d'argent, à l'étoile rayonnante d'or chargée d'un M de sable au lieu d'honneur; au 2 de gueules à l'agneau pascal d'argent, la tête détournée au nimbe crucifère d'or, tenant une croix du même.